# Ценобий (плод)

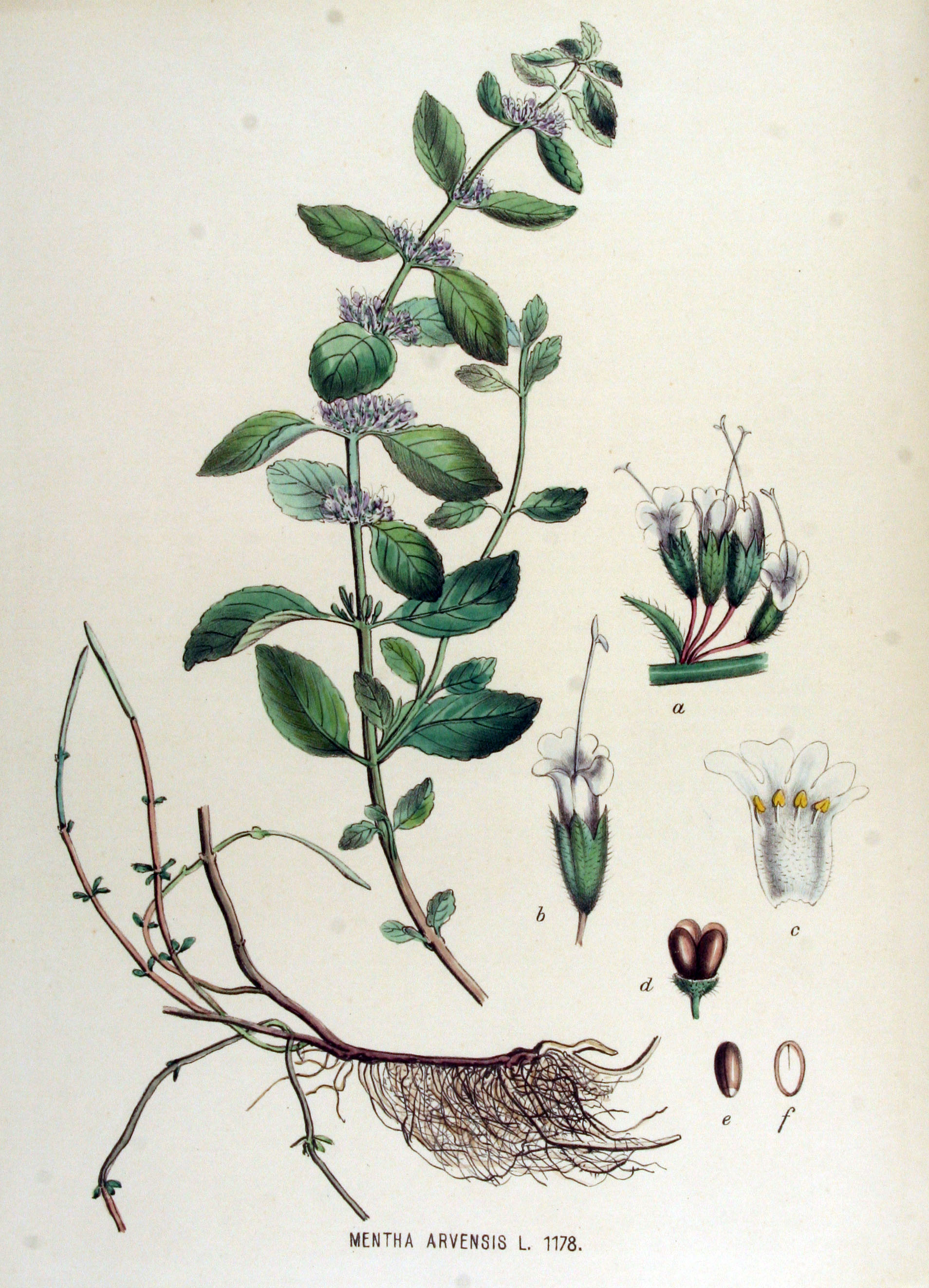
Мята полевая (Mentha arvensis): d — ценобий, e — эрем, f — эрем в разрезе. Ботаническая иллюстрация Яна Копса из 15-го тома Flora Batava (1877)

Цено́бий (лат. coenobium, от др.-греч. κοινό-βιος — совместная жизнь, общежитие), в ботанике — простой синкарпный дробный плод, схизокарпий, характерный для растений семейств Бурачниковые (Boraginaceae), Яснотковые (Lamiaceae) и Вербеновые (Verbenaceae). Ценобий является верхним плодом (то есть образующимся из верхней завязи).
Цветки бурачниковых и яснотковых содержат синкарпный гинецей, состоящий из двух гнёзд (двух сросшихся плодолистиков). Поскольку внутри каждого гнезда образуется дополнительная перегородка, мерикарпии (части дробного плода, соответствующие гнёздам) распадаются на две части (полумерикарпии, называемые в случае бурачниковых и яснотковых эремами). Ценобий бурачниковых и яснотковых обычно распадается на четыре равномерно развитых эрема, каждый из которых похож на орешек — односемянной невскрывающийся плод, покрытый достаточно плотной оболочкой.

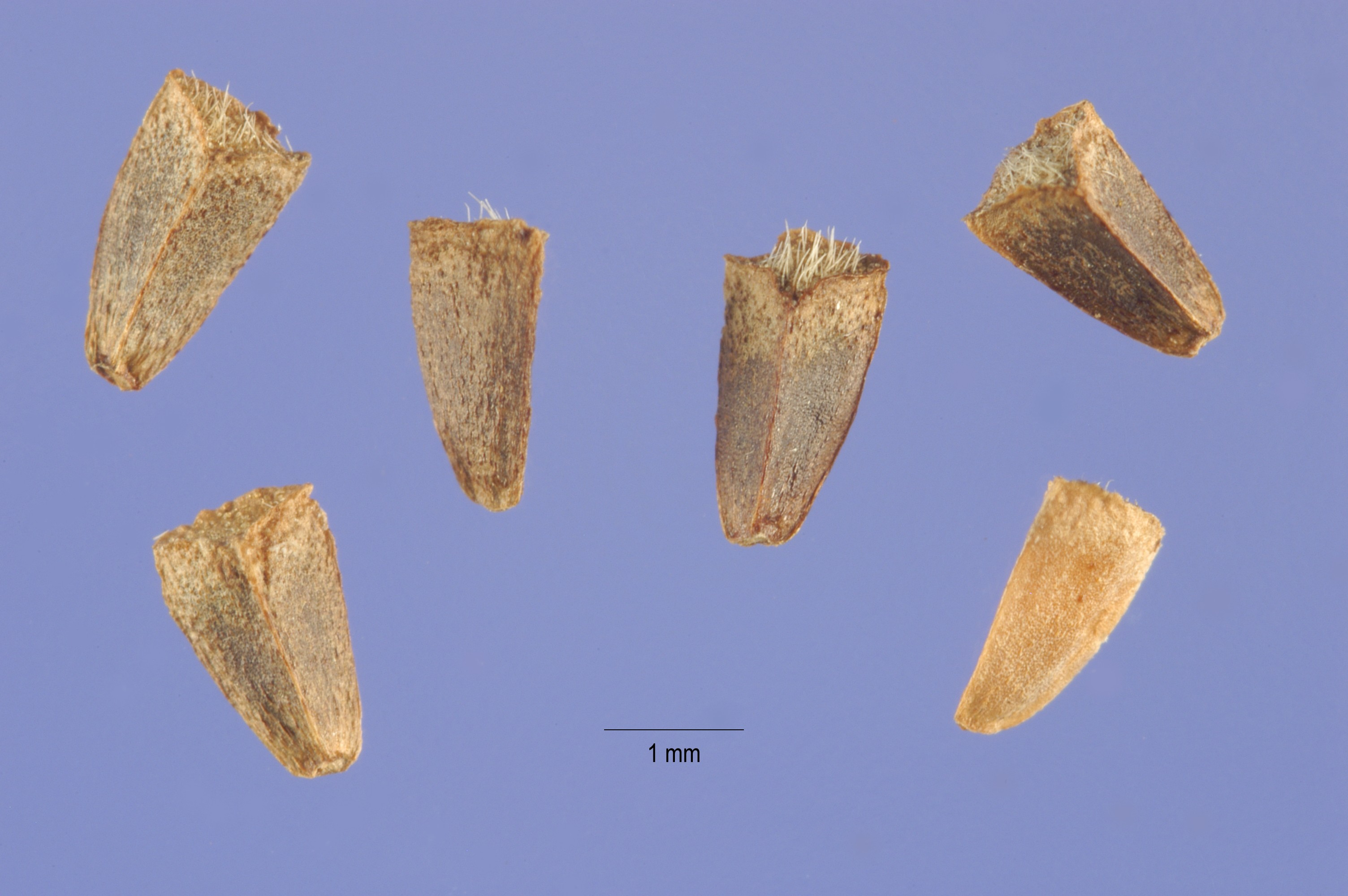
Пустырник сердечный (Leonurus cardiaca), зрелые орешкообразные односеменные части (эремы)

Изредка происходит недоразвитие некоторых эремов, в результате образуются дробные плоды, в которых число эремов меньше четырёх (три, один).
Эремы нередко имеют на своей поверхности различные волосистые образования.
При основании эремов у некоторых представителей бурачниковых развивается ариллоид — сочный придаток, служащий для распространения эремов животными.